# 三色莓
三色莓（学名：Rubus tricolor）为蔷薇科悬钩子属下的一个种。

## 扩展阅读
維基物種上的相關：三色莓